# Euphorbia teheranica
Euphorbia teheranica är en törelväxtart som beskrevs av Pierre Edmond Boissier. Euphorbia teheranica ingår i släktet törlar, och familjen törelväxter.
Artens utbredningsområde är Iran. Inga underarter finns listade i Catalogue of Life.